# ナルヴィク駅
ナルヴィク駅（ナルヴィクえき）は北緯68度の北極圏に位置する、ノルウェーの都市ナルヴィクにあるオーフォート鉄道の駅。ヨーロッパ最北の駅として有名。

## 概要
鉄道としての終起点は3.7km先の「ナルヴィク港」駅であるが、南東（スウェーデン）方向から来る路線は当駅付近で南西へ折れるため、当駅のほうが北に位置する。
1902年にオーフォート鉄道の全線開通に伴って開業。国境を越えてスウェーデンのキルナ、ルレオそして約1600km離れたストックホルムの中央駅まで運行される旅客列車が発着する。このうちストックホルム発着の列車はSJ AB運行の夜行列車である。